# Communauté de communes Val de Gâtine
Die Communauté de communes Val de Gâtine ist ein französischer Gemeindeverband mit der Rechtsform einer Communauté de communes im Département Deux-Sèvres in der Region Nouvelle-Aquitaine. Sie wurde am 30. November 2016 gegründet und umfasst aktuell 31 Gemeinden. Der Verwaltungssitz befindet sich im Ort Champdeniers.

## Historische Entwicklung
Der Gemeindeverband entstand mit Wirkung vom 1. Januar 2017 durch die Fusion der Vorgängerorganisationen
- Communauté de communes du Pays Sud Gâtine,
- Communauté de communes Gâtine-Autize sowie
- Communauté de communes du Val d’Égray.

Mit Wirkung vom 1. Januar 2019 gingen die ehemaligen Gemeinden La Chapelle-Thireuil und Le Beugnon in die Commune nouvelle Beugnon-Thireuil auf, die ehemaligen Gemeinden Saint-Pardoux und Soutiers gingen in die Commune nouvelle Saint-Pardoux-Soutiers auf. Dadurch verringerte sich die Anzahl der Mitgliedsgemeinden auf 31.

## Mitgliedsgemeinden
| Gemeinde                             | Einwohner 1. Januar 2022 | Fläche km² | Dichte Einw./km² | Code INSEE | Postleitzahl |
| ------------------------------------ | ------------------------ | ---------- | ---------------- | ---------- | ------------ |
| Ardin                                | 1.249                    | 29,59      | 42               | 79012      | 79160        |
| Beaulieu-sous-Parthenay              | 676                      | 26,72      | 25               | 79029      | 79420        |
| Béceleuf                             | 760                      | 19,04      | 40               | 79032      | 79160        |
| Beugnon-Thireuil                     | 736                      | 33,42      | 22               | 79077      | 79130, 79160 |
| Champdeniers                         | 1.791                    | 21,81      | 82               | 79066      | 79220        |
| Clavé                                | 352                      | 19,53      | 18               | 79092      | 79420        |
| Coulonges-sur-l’Autize               | 2.341                    | 18,87      | 124              | 79101      | 79160        |
| Cours                                | 544                      | 14,92      | 36               | 79104      | 79220        |
| Faye-sur-Ardin                       | 658                      | 15,03      | 44               | 79117      | 79160        |
| Fenioux                              | 643                      | 33,65      | 19               | 79119      | 79160        |
| La Boissière-en-Gâtine               | 226                      | 10,98      | 21               | 79040      | 79310        |
| La Chapelle-Bâton                    | 415                      | 16,93      | 25               | 79070      | 79220        |
| Le Busseau                           | 734                      | 27,65      | 27               | 79059      | 79240        |
| Les Groseillers                      | 54                       | 4,46       | 12               | 79139      | 79220        |
| Mazières-en-Gâtine                   | 1.028                    | 19,06      | 54               | 79172      | 79310        |
| Pamplie                              | 256                      | 12,29      | 21               | 79200      | 79220        |
| Puihardy                             | 63                       | 1,18       | 53               | 79223      | 79160        |
| Saint-Christophe-sur-Roc             | 566                      | 10,96      | 52               | 79241      | 79220        |
| Saint-Georges-de-Noisné              | 685                      | 24,64      | 28               | 79253      | 79400        |
| Saint-Laurs                          | 614                      | 8,14       | 75               | 79263      | 79160        |
| Saint-Lin                            | 305                      | 11,21      | 27               | 79267      | 79420        |
| Saint-Maixent-de-Beugné              | 418                      | 11,02      | 38               | 79269      | 79160        |
| Saint-Marc-la-Lande                  | 366                      | 10,22      | 36               | 79271      | 79310        |
| Saint-Pardoux-Soutiers               | 1.872                    | 39,67      | 47               | 79285      | 79310        |
| Saint-Pompain                        | 954                      | 24,28      | 39               | 79290      | 79160        |
| Sainte-Ouenne                        | 772                      | 11,58      | 67               | 79284      | 79220        |
| Scillé                               | 359                      | 11,43      | 31               | 79309      | 79240        |
| Surin                                | 649                      | 13,61      | 48               | 79320      | 79220        |
| Verruyes                             | 895                      | 26,24      | 34               | 79345      | 79310        |
| Vouhé                                | 351                      | 13,95      | 25               | 79354      | 79310        |
| Xaintray                             | 238                      | 11,15      | 21               | 79357      | 79220        |
| Communauté de communes Val de Gâtine | 21.570                   | 553,23     | 39               | –          | –            |